# Yihewusu
Yihewusu (kinesiska: 伊和乌素, 伊和乌素苏木) är en socken i Kina. Den ligger i den autonoma regionen Inre Mongoliet, i den norra delen av landet, omkring 330 kilometer väster om regionhuvudstaden Hohhot.
Genomsnittlig årsnederbörd är 367 millimeter. Den regnigaste månaden är juni, med i genomsnitt 75 mm nederbörd, och den torraste är januari, med 1 mm nederbörd.